# بيل أندرسون (لاعب كرة قاعدة أمريكي)
بيل أندرسون (بالإنجليزية: Bill Anderson)‏ هو لاعب كرة قاعدة أمريكي، ولد في 28 نوفمبر 1895 في بوسطن في الولايات المتحدة، وتوفي في 13 مارس 1983 في ميدفورد في الولايات المتحدة.

## وصلات خارجية
- بيل أندرسون (لاعب كرة قاعدة أمريكي) على موقعبيزبول رفرنس.كوم (الدوري الرئيسي) (الإنجليزية)
- بيل أندرسون (لاعب كرة قاعدة أمريكي) على موقعبيزبول رفرنس.كوم (الدوري الثانوي) (الإنجليزية)
- بيل أندرسون (لاعب كرة قاعدة أمريكي) على موقع مشجعي الرسوم البيانية (الإنجليزية)